# Outsiders Joy
Outsiders Joy ist eine deutsche Punkrock-Band aus Köln.

## Geschichte
1995 gründeten Party und Ribble Die Gebrüder Schlimm, eine Band, in der Ribble Schlagzeug spielte und Party als Sänger und Gitarrist fungierte. So wurde der erste selbst geschriebene Song Rafunzel zu zweit eingespielt, ehe einige Monate später Örny als Bassist einstieg. Ab dem Zeitpunkt nannte sich die Band Crawlvirus. Anfang 1996 stieß Christoph als weiterer Gitarrist hinzu und es wurde zum letzten Mal der Bandname in Outsiders Joy geändert.
In den ersten vier Jahren nach der Bandgründung 1995 wurden verschiedenste Konstellationen mit Sänger, Sängerin und zweiter Gitarre ausprobiert, ehe man sich 1999 auf die Besetzung Gitarre, Bass, Schlagzeug und dreifachen Gesang einigte und seitdem als Trio fungiert. Den letzten Besetzungswechsel gab es 2005, seitdem sitzt „Falte“ am Schlagzeug.
Nach einigen Demoaufnahmen wurde 1999 das erste Studioalbum Große graue Männer in Eigenregie und ohne Label aufgenommen und vertrieben. Mit NC-Music und später dann Nix Gut Records fanden sich zwei Label, die die CD in ihre Mailorderlisten aufnahmen. Neben dem Debütalbum wurden seitdem noch vier weitere Songs auf den Samplern Chaos, Bier und Anarchie 3 + 4 und Deutschpunk Gewitter 3 veröffentlicht.
Das 2008 erschienene Album Sonnenbankgebräunter Anabolikamutant wurde auf Hulk Räckorz veröffentlicht. Im März 2010 erschien der sechste Teil des Coversamplers Punk Chartbusters, auf dem Outsiders Joy mit dem Fools-Garden-Hit Lemon Tree vertreten sind.
Pünktlich zum 15-jährigen Bestehen der Band wurde am 15. Oktober 2010 im SJZ Siegburg das Album Yes we can im Rahmen eines Konzertes vorgestellt. Das Album ist auf Hulk Räckorz als CD und als streng limitierte LP erschienen.
Im Sommer 2011 wurde eine Single Für immer FC als Digital-Only auf Hulk Räckorz veröffentlicht, welche zwei Songs enthält, die dem Fußballverein 1. FC Köln gewidmet sind.
Im Juli 2012 kündigte Falte aus persönlichen Gründen seinen Rückzug an, spielte aber noch die bereits gebuchten Konzerte und verließ die Band dann endgültig im Herbst 2012.
Nach einem inaktiven Jahr 2013 stieß im Februar 2014 Fratz als neuer Schlagzeuger dazu; als Inhaber des Labels Hulk Räckorz ein bekannter und alter Weggefährte der Band. Mit ihm bereitete man sich intensiv auf das 20-jährige Bandjubiläum vor, das am 19. Dezember 2015 als eines der letzten Konzerte im neuen SJZ Siegburg gefeiert wurde. Außerdem produzierte die Band ein neues Album mit dem Titel Rasierapparat, welches am 1. April 2016 als LP inklusive Beilagen-CD und Downloadcode auf Hulk Räckorz erschienen ist.
Auf der 2016er Tour der Punkrockband Slime war Outsiders Joy als Supportband unterwegs.
2020 sollte eigentlich das 25-jährige Bandbestehen in Form von diversen Konzerten gefeiert werden, aufgrund der Corona-Pandemie konnten diese Pläne aber nicht verwirklicht werden. Stattdessen arbeitete die Band an einem neuen Album, dessen Veröffentlichung sich aber ebenfalls aufgrund der anhaltenden Corona-Pandemie verzögerte. Im Mai 2021 verließ Örny auf eigenen Wunsch die Band, seit Anfang 2022 ist Tom neuer Bassist bei Outsiders Joy. Das Album Eine Frage der Perspektive erschien letztlich am 13. Mai 2022 auf Hulk Räckorz und wurde erstmals in Eigenregie von der Band aufgenommen. Der Mix erfolgte durch Jamie McMann aus Kalifornien, das Master durch Alan Douches von West West Side Music in Cornwall-On-Hudson, NY.

## Diskografie

### Demos
- 1996: Wir haben's wenigstens versucht (MC)
- 1997: Bee Pops (MC)
- 1998: L'apéritif (CD)
- 2001: Auf dem Weg des Lebens (CD)

### Studioalben
- 1999: Große graue Männer (CD)
- 2008: Sonnenbankgebräunter Anabolikamutant (CD)
- 2010: Yes We Can (CD/LP)
- 2016: Rasierapparat (LP)
- 2022: Eine Frage der Perspektive (LP)

### Singles
- 2011: Für immer FC (Download-Single)